# Loughborough (circonscription britannique)
Circonscription parlementaire de la Chambre des communes
La circonscription de Loughborough est une circonscription électorale anglaise située dans le Leicestershire et représentée à la Chambre des communes du Parlement britannique.

## Députés
Les Members of Parliament (MPs) de la circonscription sont :
| Législature | Années        | Député    | Député       | Parti        |
| ----------- | ------------- | --------- | ------------ | ------------ |
| 53e         | 1997–2005     |           | Andy Reed    | Travailliste |
| 54e         | 2005–2010     |           | Andy Reed    | Travailliste |
| 55e         | 2010–2015     |           | Nicky Morgan | Conservateur |
| 56e         | 2015–2017     |           | Nicky Morgan | Conservateur |
| 57e         | 2017–2019     |           | Nicky Morgan | Conservateur |
| 58e         | 2019–en cours | Jane Hunt |              | Conservateur |

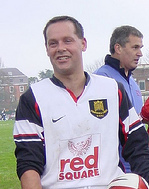
Andy Reed (1997-2010)
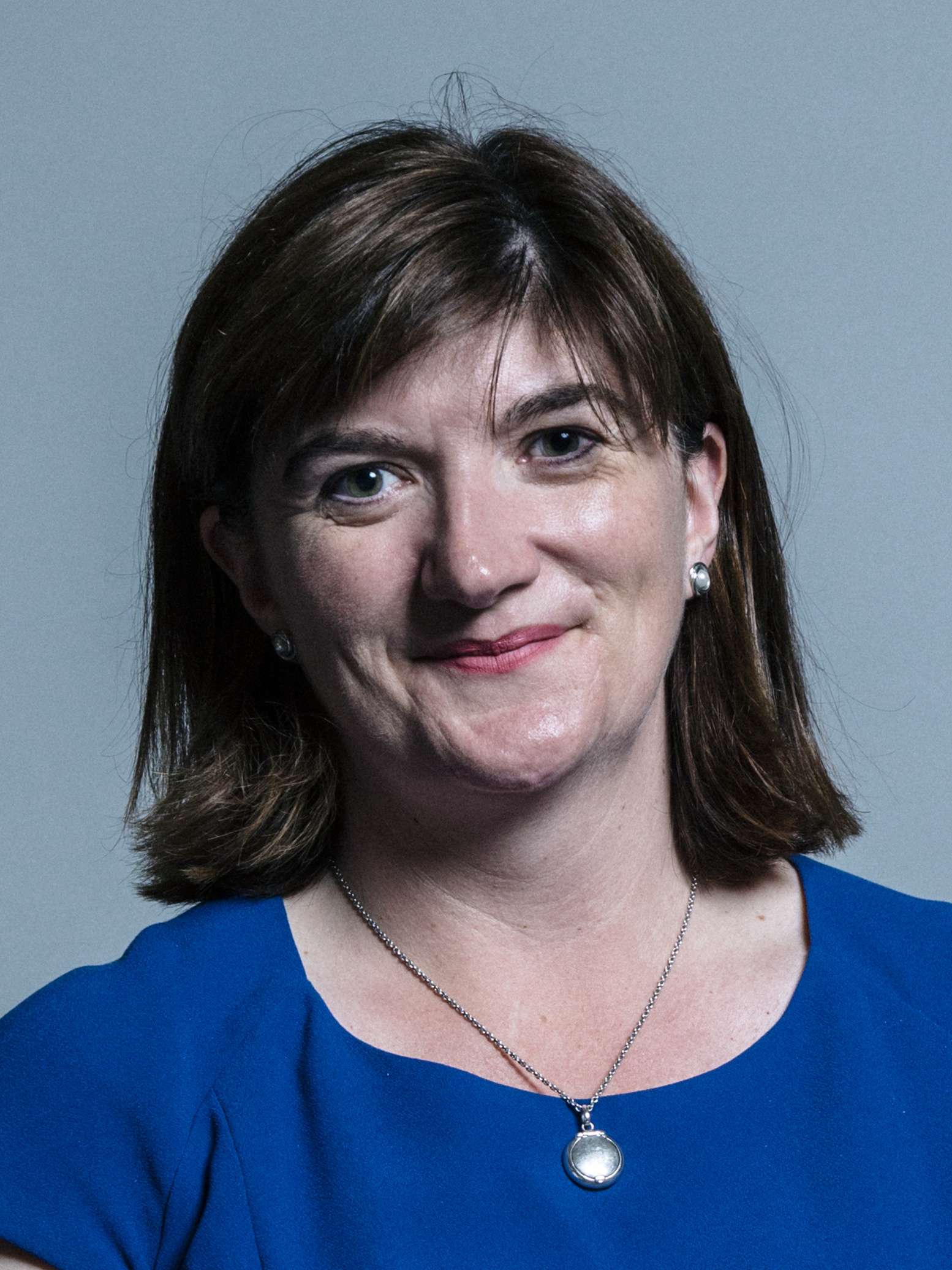
Nicky Morgan (2010-2019)
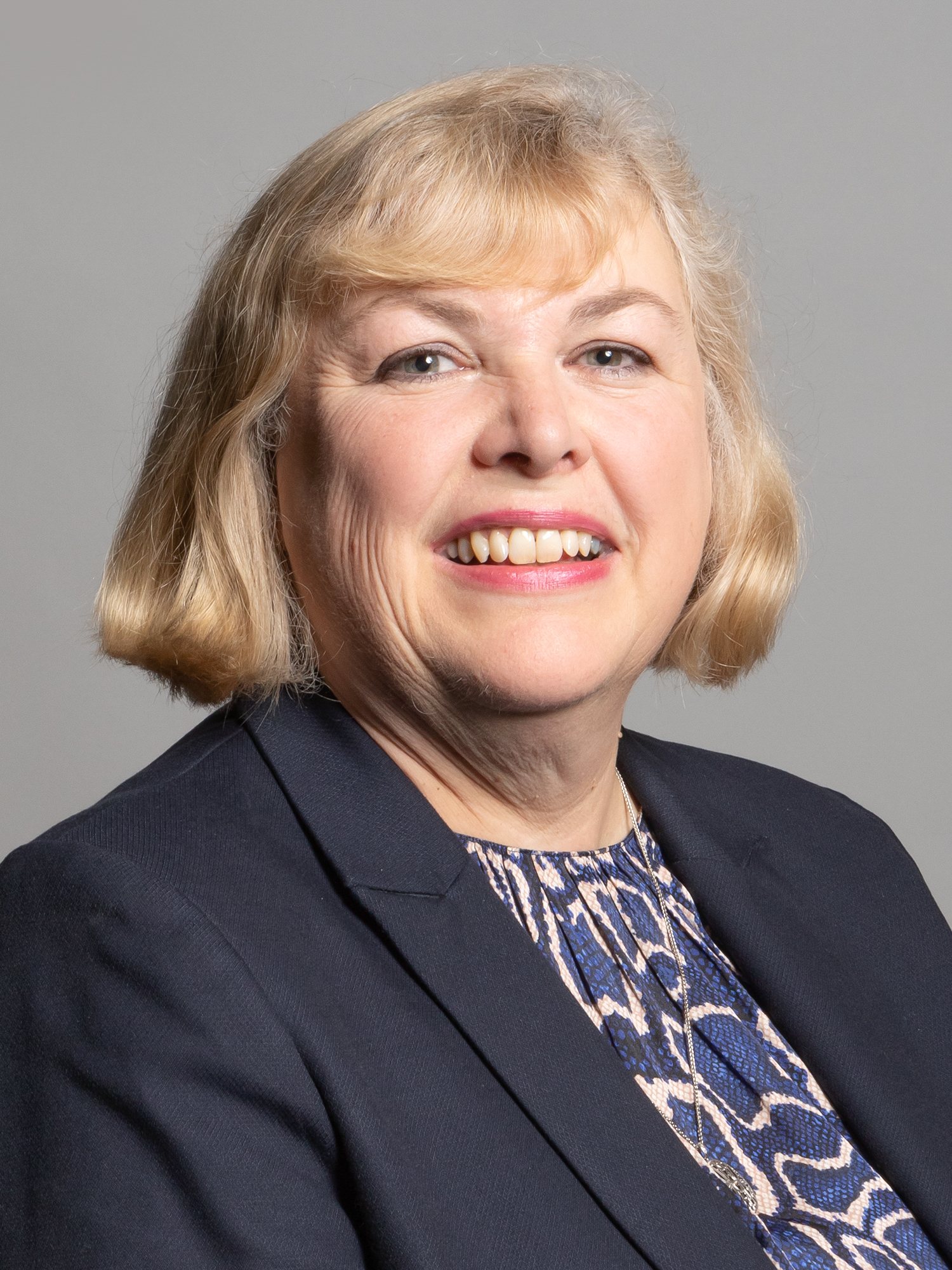
Jane Hunt (depuis 2019)